# Gaul Cove
Die Gaul Cove (in Argentinien Caleta Exley) ist eine Bucht an der Nordostseite von Horseshoe Island vor der Fallières-Küste des Grahamlands auf der Antarktischen Halbinsel. 
Das UK Antarctic Place-Names Committee benannte sie 1959 nach Kenneth Mitchell Gaul (1925–1994), erster Leiter der Forschungsstation des Falkland Islands Dependencies Survey auf Horseshoe Island im Jahr 1955. Namensgeber der in Argentinien geläufigen Benennung ist James Arthur Exley (* 1932), ein weiterer Geodät des Survey auf Horseshoe Island. Der Hintergrund der argentinischen Benennung ist nicht überliefert.